# Ритель
Ритель (пол. Rytel, нім. Rittel) — село в Польщі, у гміні Черськ Хойницького повіту Поморського воєводства.
Населення — 2425 осіб (2011).

## Демографія
Демографічна структура станом на 31 березня 2011 року:
|          | Загалом | Допрацездатний вік | Працездатний вік | Постпрацездатний вік |
| -------- | ------- | ------------------ | ---------------- | -------------------- |
| Чоловіки | 1225    | 291                | 815              | 119                  |
| Жінки    | 1200    | 255                | 706              | 239                  |
| Разом    | 2425    | 546                | 1521             | 358                  |